# Thouarella (Thouarella) brucei
Thouarella (Thouarella) brucei is een zachte koraalsoort uit de familie Primnoidae. De koraalsoort komt uit het geslacht Thouarella. Thouarella (Thouarella) brucei werd in 1906 voor het eerst wetenschappelijk beschreven door Thomson & Ritchie. 